# Le Héros de Mabel
Pour plus de détails, voir Fiche technique et Distribution.
Le Héros de Mabel (Mabel's New Hero) est un film muet américain réalisé par Mack Sennett, sorti en  1913.

## Synopsis
Fatty sauve Mabel deux fois: d'abord, des indélicatesses d'un voyeur, puis à la suite de l'envol d'un ballon d'observation dans la nacelle duquel elle s'était réfugiée.

## Fiche technique
- Titre : Le Héros de Mabel
- Tire original : Mabel's New Hero
- Réalisation : Mack Sennett
- Producteur : Mack Sennett
- Studio de production : The Keystone Film Company
- Distribution : Mutual Film
- Pays de production : États-Unis
- Format : Noir et blanc - 1.33 : 1 - Format 35 mm
- Langue : film muet intertitres anglais
- Genre : Comédie
- Durée : une bobine
- Date de sortie : États-Unis 28 août 1913
- Licence : dans le domaine public[1]

## Distribution
- Mabel Normand : Mabel
- Roscoe Arbuckle : Fatty
- Charles Inslee : le bel Harry
- Virginia Kirtley : l'amie de Mabel
- Charles Avery : un homme sur la plage/un policier
- Edgar Kennedy : un policier
- Hank Mann : un policier